# Folkskoleseminariet i Stockholm
Folkskoleseminariet i Stockholm var ett folkskoleseminarium i Stockholm som grundades år 1842 och upphörde den 1 juli 1968. Seminariet hade sitt ursprung i Sällskapet för folkundervisningens befrämjande, som etablerade en normalskola i Stockholm år 1830 och inrättade ett seminarium för att praktiskt utbilda lärare. Fram till 1861 var seminariet officiellt endast öppet för män. Trots att folkskolestadgan från 1842 inte förbjöd kvinnlig antagning, antogs kvinnor efter individuell prövning av Stockholms konsistorium (totalt 29 kvinnor antogs mellan 1842 och 1861). År 1859 fick kvinnor rättslig rätt att utbilda sig till lärare i Sverige, och den 7 oktober 1861 öppnades seminariet officiellt för kvinnliga elever. Från 1861 till 1864 hade seminariet både manliga och kvinnliga studenter. Först år 1864 genomfördes en omorganisering, och seminariet blev exklusivt för kvinnliga elever. De manliga studenterna som inte hade avlagt examen våren 1865 överfördes till andra seminarier. År 1878 ändrades skolans officiella namn till "Statens högre lärarinneseminarium i Stockholm", men det inofficiella namnet "Folkskoleseminariet i Stockholm" fortsatte att användas, särskilt på omslagen till årsredogörelser.